# Jean Baptiste Charles Bouvet de Lozier
Jean Baptiste Charles Bouvet de Lozier (Pleudihen-sur-Rance, 14 gennaio 1705 – Pleudihen-sur-Rance, 1786) è stato un navigatore ed esploratore francese.

## Biografia
Rimase orfano all'età di 7 anni, fu inviato a Saint-Malo per studiare tecniche di navigazione. Nel 1731 divenne tenente della Compagnia francese delle Indie Orientali, riuscì a convincere la compagnia a fornirgli due navi (Aigle e Marie) per intraprendere in viaggio nell'Atlantico meridionale.

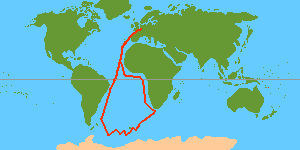
Viaggio di Charles Bouvet de Lozier.

Il 1º gennaio 1739 scoprì l'isola che venne in seguito chiamata Isola Bouvet (Bouvetøya), dovette però interrompere la spedizione a causa delle malattie diffusesi a bordo, tornò quindi verso il Capo di Buona Speranza e in Francia.
Dieci anni dopo la spedizione fu nominato governatore delle isole Mascarene per due mandati, dal 1750 al 1752 e dal 1757 al 1763.